# Højen Station
Højen Station var en nu nedlagt dansk jernbanestation på Skagensbanen, beliggende i Skagen Klitplantage 4 km vest for Skagen og 37 km nord for Frederikshavn. Stationen lå hvor banen krydser Flagbakkevej, der fører til Gammel Skagen (Højen). Den åbnede i 1890, da Skagensbanen mellem Skagen og Frederikshavn blev anlagt, og lukkede i 2005.

## Historie
Ved banens åbning 24. juli 1890 var der ved Højen opført et stationshus, dvs. et vogterhus med ventesal. Højen var i begyndelsen billetsalgssted med et stikspor, men allerede i 1891 fik stationen krydsnings- og læssespor samt et pakhus, der blev fornyet i 1908.
I 1921 blev der opført et større pakhus, som er bevaret selv om det er af træ. Og i 1922 blev stationsbygningen forlænget med en udbygning mod syd, tegnet af Ulrik Plesner, der var banens arkitekt fra 1913 til hans død i 1933.
Højen var indtil 1961 kun betjent billetsalgssted i sommersæsonen, resten af tiden trinbræt. Stationens krydsnings- og læssespor blev nedlagt ved sporfornyelsen i 1962. Stationen blev i 1964 nedrykket til trinbræt hele året. Stationsbygningen blev solgt i 1969 og har siden 1991 huset det privatejede Skagen Naturhistoriske Museum.
Trinbrættet blev nedlagt i 2005.